# Holstebro
Holstebro è un centro abitato della Danimarca situato nella regione dello Jutland Centrale, capoluogo del comune omonimo.
La cittadina ha 37 220 abitanti ed è situata sulle rive del fiume Storå.
Tra le istituzioni culturali vi sono 'Odin Teatret diretto dal regista e drammaturgo di origine pugliese Eugenio Barba, un distaccamento della scuola di danza del Royal Theater, il museo civico e un museo d'arte.
Il centro storico della cittadina si trova sulla riva settentrionale del fiume, al centro si trova la piazza principale, Store Torv. Nella piazza di fronte all'antico municipio si trova una statua di Alberto Giacometti installata nel 1966, prima fra le numerose sculture e decorazioni posizionate successivamente nel centro cittadino.